# Jomfruen fra Stambul
Jomfruen fra Stambul er en amerikansk stumfilm fra 1920 af Tod Browning.

## Medvirkende
- Priscilla Dean som Sari
- Wheeler Oakman som Carlisle Pemberton
- Wallace Beery som Ahmed Hamid
- Clyde Benson
- E. Alyn Warren som Yusef Bey
- Nigel De Brulier som Kassari
- Edmund Burns som Hector Baron
- Eugenie Forde
- Ethel Ritchie som Resha